# Monopera
Monopera là chi thực vật có hoa trong họ Plantaginaceae.

## Phân bố
Các loài trong chi này có tại Brasil (đông bắc, tây trung).

## Các loài
Danh sách loài dưới đây lấy theo Plants of the World Online:
- Monopera micrantha (Benth.) Barringer, 1983
- Monopera perennis (Chodat & Hassl.) Barringer, 1983